# Аптека Деревоеда
Аптека Деревоеда — один из памятников архитектуры конца XIX века в городе Хмельницком. Здание расположено по адресу: улица Проскуровская, 13. В этом здании когда-то была аптека дворянина Людвига Деревоеда. Изначально здание было трехэтажным, в XX веке достроили четвертый этаж.

## История

### Строительство и начало работы аптеки
Первым владельцем здания по Проскуровской, 13 был уважаемый в Проскурове человек, дворянин Людвиг Иванович Деревоед. Еще в начале 1870-х годов он получил образование, которое позволило ему стать провизором. Он решил открыть в Проскурове аптеку. Здание аптеки находилось на перекрестке Александровской (нынешней — Проскуровской) улицы и переулка, который вел к еврейским кварталам. Аптека разместилась в небольшом одноэтажном доме. Людвиг Деревоед пользовался большим доверием и был уважаемым жителем города. Это подтверждает тот факт, что он, начиная с 1881 года, и на протяжении следующих 30 лет, занимал должность гласного городской Думы. Трехэтажный дом в центре города он построил в 1890 году. Здание аптеки возвышалось над домами, которые в большинстве своем были одноэтажными.

### Аптека в начале XX века
Когда строительные работы были завершены, на первом этаже дома открылась достаточно современная, как для конца XIX века, аптека. Она долго пользовалась большой популярностью у населения. На это было сразу несколько причин. Новая аптека вместила в себя новейшие разработки и располагала всеми необходимыми помещениями. Среди них была комната, в которой проводились фармацевтические работы. Для того, чтобы препараты хранились в при должной низкой температуре, был создан «ледник». Функционировала лаборатория, был построен подвал. «Рецептурная комната» была построена специально для посетителей. Она была просторной и удобной, и именно в ее помещении можно было сделать заказ лекарств, а также приобрести их. Для качественного высушивания растительных компонентов, таких как травы, цветы и различные корни, создали специальное помещение. Именно благодаря этим характеристикам, аптеку Людвига Деревоеда считали лучшей в городе Проскурове конца XIX века, хотя эта аптека была не единственной в городе. В то время работало десять аптекарских магазинов и несколько частных аптек, которые находились при больницах. Второй и третий этажи также сдавались в аренду, и их занимали обычные квартиранты или учреждения. В полуподвальном помещении дома Деревоеда расположился «Погребок рейнских вин» — владельцы магазина арендовали это помещение у хозяина. Наследником Людвига Деревоеда, примерно в 1909 году стала его жена, Михайлина Игнатьевна. Аптека работала еще некоторое время. Ее деятельность была приостановлена только в первой половине XX века, когда дом Деревоеда был национализирован.

### Вторая половина 20 века — начало 21 века
В течение почти века у этого дома, который смог сохранить свою неповторимую архитектуру, менялись владельцы. Изменения происходили и с внешним видом здания — был достроен четвертый этаж. В наше время в помещении по адресу ул. Проскуровская, 13 располагается Хмельницкий филиал «Укртелекома».

## Архитектура
Людвиг Деревоед построил аптеку в стиле «модерн». Этот стиль был характерен для застройки Проскурова начала XIX века. Помещение первой аптеки, находилось на современной улице Проскуровского подполья. В те времена, улица, достаточно быстро, после открытия на ее территории аптеки, получила свое официальное название — Аптекарская. Однако именно это название просуществовало недолго. В 1921 году ее переименовали в ул. Котовского. Через восемьдесят лет название улицы было вновь изменено, и теперь она носит название улицы Проскуровского подполья. Именно аптечное дело позволило владельцу дома по ул. Проскуровской, 13 стать одним из самых состоятельных жителей города. В собственности Людвига Деревоеда был еще один дом, который располагался на перекрестке улиц Купеческой и Аптекарской. Этот памятник архитектуры дошел до наших дней. В его помещении находится Управление труда и социальной защиты населения Хмельницкого городского совета. Современный адрес сооружения: город Хмельницький, ул. Проскуровского подполья, 32. Аптека Людвига Деревоеда была не единственным зданием на Проскуровской, оборудованным по последним тенденциям моды. За десять лет до этого, в 1880 году в городе был открыт первый гастрономический магазин Василия Журавлева, который жители Проскурова признавали лучшим. В конце XIX века и в начале XX века, у аптеки была вывеска с надписью «Аптека Людвига Деревоеда». В то время существовало требование по оформлению вывесок, которое также относилось и к другим учреждениям и магазинам. Внешний вид вывесок был регламентирован городскими думами. Есть свидетельства о постановлении Проскуровской городской думы, датированное 1894 годом, в котором сообщалось о соответствующем расположении заведений торговой направленности и обязательном наличии вывески, на которой бы было указано название заведения и имя, отчество и фамилия человека, которому это заведение принадлежит.